# Соэла
Со́эла, также Со́эла-Вяйн (эст. Soela väin) — пролив в Балтийском море между островами Моонзундского архипелага Сааремаа (Эзель) и Хийумаа (Даго).

## Описание
Тип водоёма: часть пролива Вяйнамери. Тип воды: мезохалинная, мелководная, смешанная прибрежная вода. Площадь водной поверхности: 5 481 га. В пролив впадает река Олима.
В самой узкой части пролива расстояние между островами составляет 5,4 км, наименьшая глубина на фарватере — около 3 м. В проливе находятся 15 малых островов и рифов, крупнейшие из них: острова Пакулайд (28,1 га), Пихлалайд (8,2 га), Сууркуйв, Вяйкекуйв и риф Саапараху. В окрестностях пролива находятся порт Соэла и порт Сыру. Через пролив осуществляется паромное сообщение между портом Трийги на Сааремаа и портом Сыру на Хийумаа.
Пролив проходит через три природоохранные территории: Вяйнамере (Сааре), Вяйнамере (Хийу) и Паммана.

## История
В письменных источниках впервые упоминается в 1254 году (Solavenn, по названию деревни Соэла).
В 1906 году на северной стороне пролива начали выемку канала шириной 64 м и глубиной 5 м, в двух кабельтовых от причала Сыру канал делал крутой поворот к юго-востоку. Так называемый Северный фарватер, который к тому времени был заброшен, был достроен во время Первой мировой войны и имел протяжённость 9 км. Для прохода через пролив были построены навигационные огни Сыру и Эммасте: в 1913 году — деревянные баки, в 1934 году — железобетонные маяки Сыру, в 1935 году — нижний железобетонный маяк Эммасте, в 1947 году — верхний металлический маяк.
В Первую мировую войну пролив стал известен в контексте Моонзундского сражения.
Во время Великой Отечественной войны, 3 августа 1941 года, в проливе подорвался на немецкой морской мине и затонул на глубине 15 метров базовый тральщик БТЩ-212 «Штаг» 2-го дивизиона тральщиков Охраны водного района Краснознамённого Балтийского флота.

## Галерея

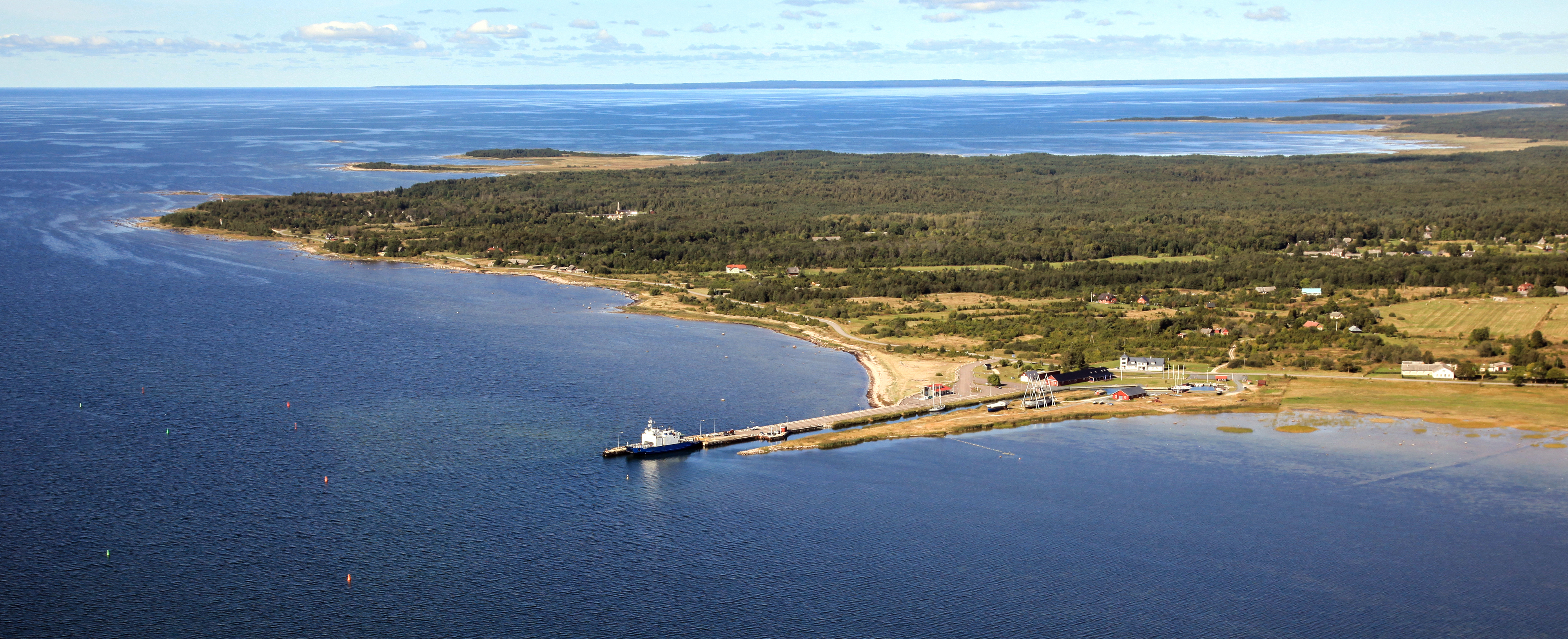
Порт Сыру в северной части пролива Соэла
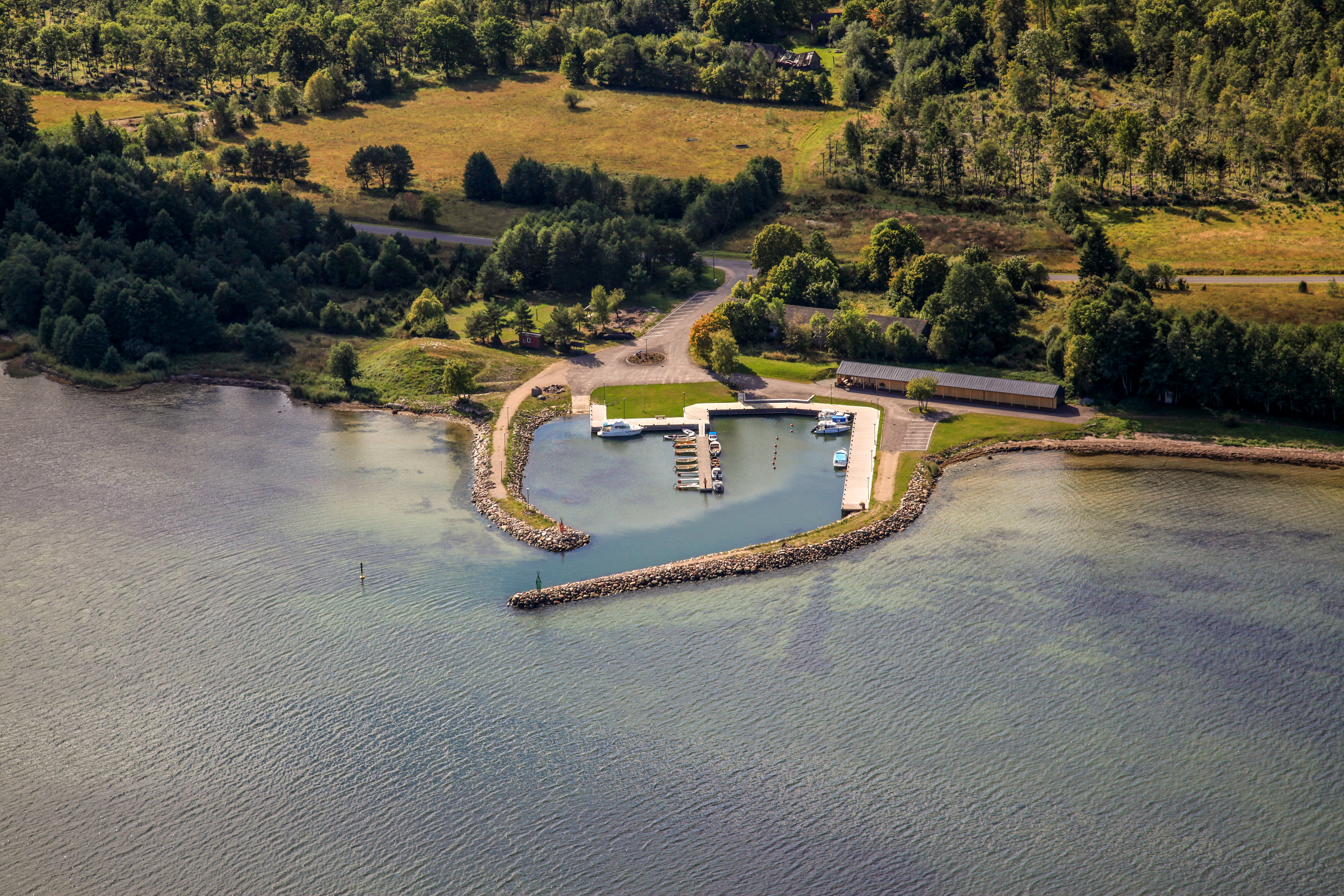
Порт Соэла в южной части пролива Соэла
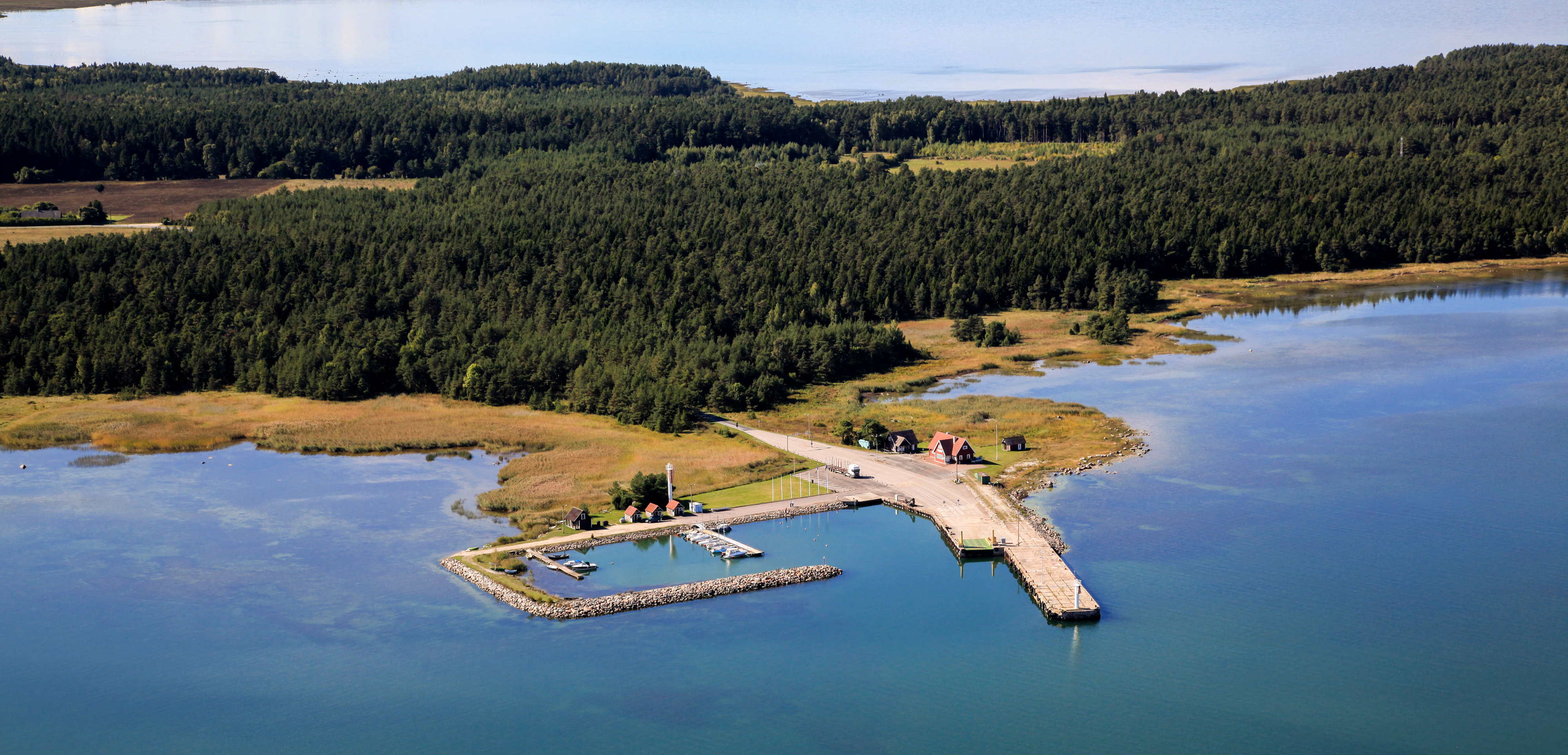
Порт Трийги
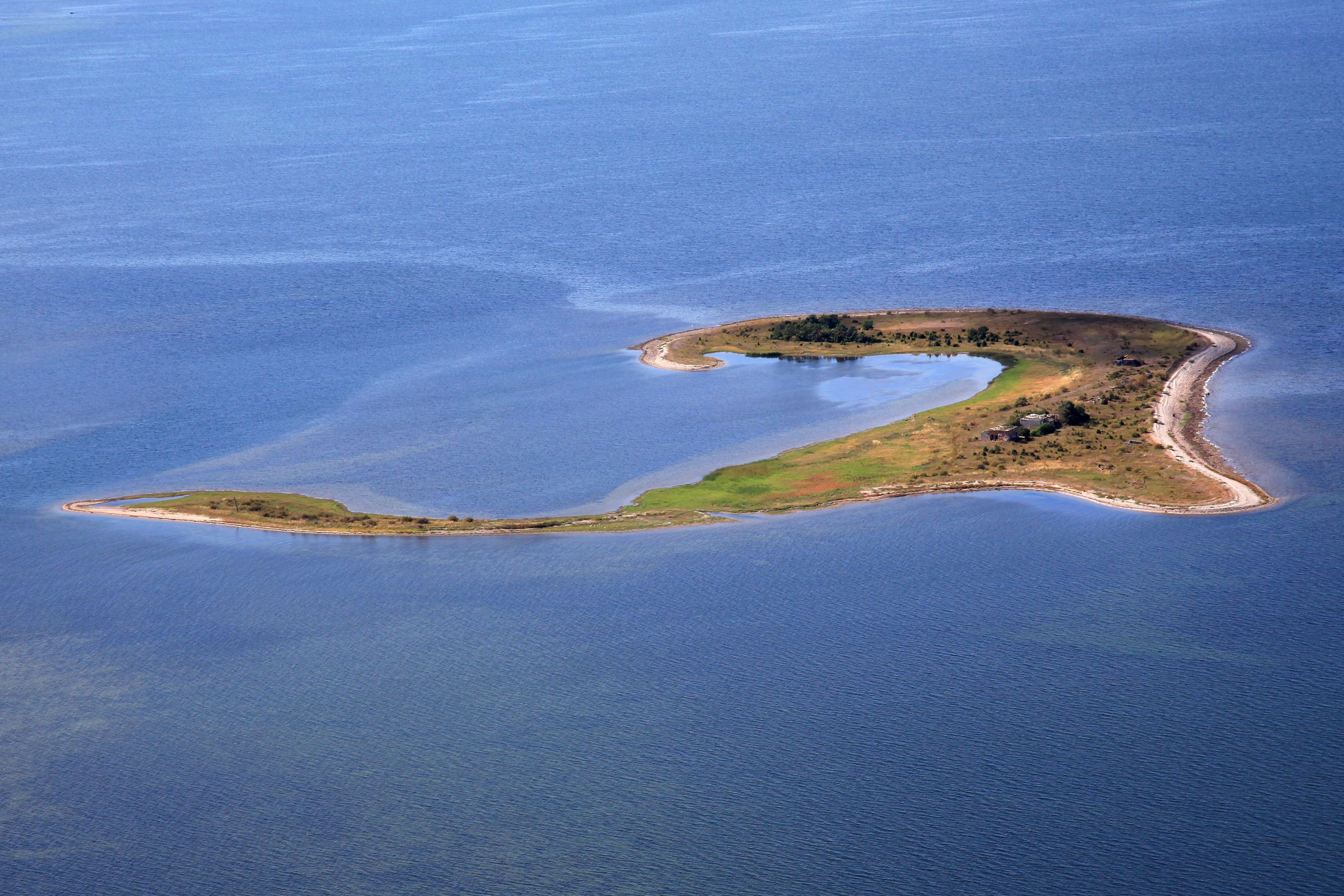
Остров Пихлалайд в заливе Соэла